# فلافيانا تشارلز
فلافيانا باهاتي تشارلز، هي محامية من تنزانيا والمديرة التنفيذية للأعمال التجارية وحقوق الإنسان في تنزانيا (BHRT). وهي أيضًا عضوة نشطة في شبكة الاتحاد الأفريقي للمرأة الأفريقية في منع النزاعات والوساطة من أجل السلام (FemWise-Africa). تشغل تشارلز منصب رئيس تحالف المدافعات عن حقوق الإنسان في تنزانيا، ومنصب الأمين العام لرابطة المحامين الأفارقة (AFBA)، وهي بمثابة نقابة المحامين في إفريقيا.

## حياتها المبكرة
نشأت فلافيانا تشارلز يتيمة في قرية متانديكا، تنزانيا، وهي قرية كبيرة على بعد 400 كم (250 ميل) غرب دار السلام و100 كم (62 ميل) شرق إيرينغا، عاصمة المقاطعة. وتعتبر القرية فقيرة وتعتمد على بيع البصل للمارة على الطريق السريع. وتدير الرهبانية المحلية للراهبات الروم الكاثوليك، الأخوات تيريسينا، المدارس الابتدائية والتجارية ومستشفى وعيادة ودارًا للأيتام. تعتمد الراهبات اعتمادًا كبيرًا على التبرعات الخارجية.
كانت تشارلز قادرة على الالتحاق بمدرسة متانديكا التجارية من خلال منحة رعاية، وهي واحدة ضمن عشرة طلاب فقط تمكنوا من ذلك. لقد نشأت على يد الأخت باربيرينا ماغالا، مشرفة المدرسة التجارية، التي تزود الفتيات الصغيرات غير القادرات على متابعة التعليم الثانوي بمهارات الخياطة والحياكة.
في 2002، حصلت تشارلز على ليسانس الحقوق من جامعة دار السلام. ثم ذهبت للحصول على درجة الماجستير في القانون الدولي وحقوق الإنسان في 2010 من جامعة كوفنتري في إنجلترا.

## مسيرتها المهنية
عقب تخرجها، أصبحت تشارلز مسؤولة برامج في المركز القانوني وحقوق الإنسان في تنزانيا، حيث شاركت في تأليف منشورات حول المساواة بين الجنسين في القطاع الاستخراجي وحقوق المجتمع في الاستثمار والمسؤولية الاجتماعية للشركات والحق في النظافة والحصول على بيئة صحية وآمنة. انضمت تشارلز إلى العديد من المنظمات التي تركز على القانون وحقوق الإنسان، بما في ذلك جمعية القانون تنجانيقا (لجنة التعليم القانوني المستمر) وجمعية القانون في شرق أفريقيا والتحالف الأفريقي لمساءلة الشركات ونقابة المحاميات في تنزانيا وجمعية المدافعين عن حقوق الإنسان في تنزانيا. بالإضافة إلى ذلك، تُحاضر تشارلز في جامعة باغامويو وكلية الحقوق في تنزانيا، مع التركيز على المساواة بين الجنسين وحقوق الاستثمار في المجتمع والحق في النظافة والمسؤولية الاجتماعية للشركات.
كانت تشارلز سابقًا رئيسًا لمنظمة تووستماسترز للخطابة والقيادة، فرع تنزانيا، ونائب رئيس جمعية تنجانيقا القانونية، وهي نقابة للمحامين.
تشغل تشارلز حاليًا منصب رئيس تحالف حقوق الإنسان للمرأة في تنزانيا والأمين العام لنقابة المحامين الأفارقة (AFBA). وهي محررة في التطورات الميدانية لمجلة الأعمال وحقوق الإنسان في مطبعة جامعة كامبريدج.
علقت تشارلز على آثار تطورات النفط والغاز على النساء والمجتمعات المحلية الفقيرة وإهمال الأطر القانونية الحالية التي تعزز التفاوت بين الجنسين.